# Kfz-Kennzeichen (Vietnam)

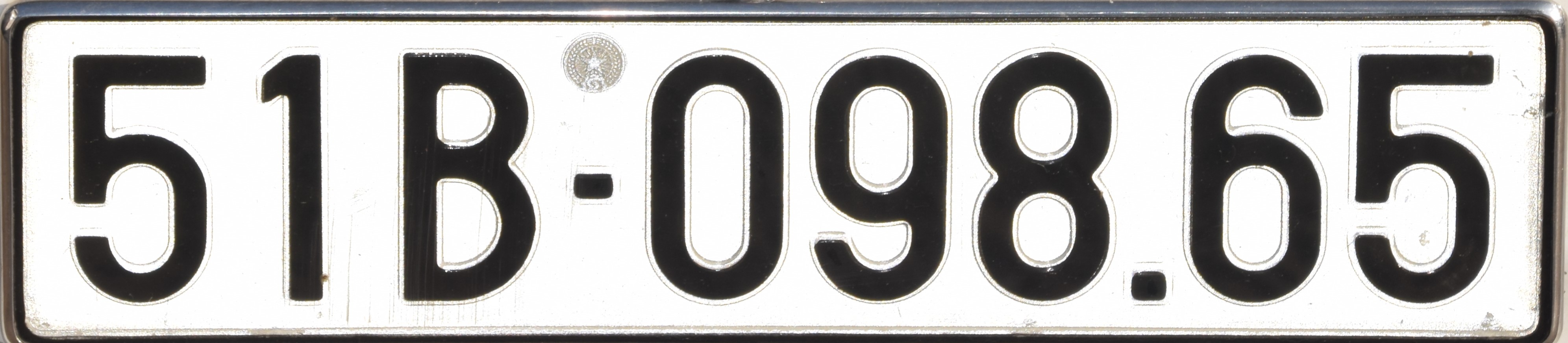
Kfz-Kennzeichen aus Vietnam

Behördenkennzeichen

Kfz-Kennzeichen in Vietnam werden von den örtlichen Polizeidienststellen (công an) ausgestellt.

## Farben
- schwarze Schrift auf weißem Grund: gewöhnliche Kennzeichen
- schwarze Schrift auf gelbem Grund: gewerbliche Fahrzeuge (ab dem 1. August 2020 müssen alle gewerblichen Pkw und Lkw auf gelbe Schilder wechseln)
- weiße Schrift auf blauem Grund: Kennzeichen von zivilen Behörden und der Polizei
- weiße Schrift auf rotem Grund: Kennzeichen des Militärs
- weiße Schrift auf gelbem Grund: Kennzeichen des Grenzschutzes
- rote Schrift auf gelbem Grund: Kennzeichen von Unternehmen in Sonderwirtschaftszonen

## Gewöhnliche  Kennzeichen
Bei  gewöhnlichen und gewerblichen Kennzeichen geben die ersten beiden Ziffern die Provinz an, in der das Kraftfahrzeug registriert ist.
| Ziffern | Provinz / Stadt        |
| ------- | ---------------------- |
| 10      | Reserviert             |
| 11      | Cao Bằng               |
| 12      | Lạng Sơn               |
| 13      | Bắc Giang und Bắc Ninh |
| 14      | Quảng Ninh             |
| 15      | Hải Phòng              |
| 16      | Hải Phòng              |
| 17      | Thái Bình              |
| 18      | Nam Định               |
| 19      | Phú Thọ                |
| 20      | Thái Nguyên            |
| 21      | Yên Bái                |
| 22      | Tuyên Quang            |
| 23      | Hà Giang               |
| 24      | Lào Cai                |
| 25      | Lai Châu               |
| 26      | Sơn La                 |
| 27      | Điện Biên              |
| 28      | Hòa Bình               |
| 29      | Hà Nội                 |
| 30      | Hà Nội                 |
| 31      | Hà Nội                 |
| 32      | Hà Nội                 |
| 33      | Hà Nội                 |
| 34      | Hải Dương              |
| 35      | Ninh Bình              |
| 36      | Thanh Hóa              |
| 37      | Nghệ An                |
| 38      | Hà Tĩnh                |
| 39      | Đồng Nai               |

| Ziffern | Provinz / Stadt   |
| ------- | ----------------- |
| 40      | Hà Nội            |
| 41      | Ho-Chi-Minh-Stadt |
| 42      | Reserviert        |
| 43      | Đà Nẵng           |
| 44      | Reserviert        |
| 45      | Reserviert        |
| 46      | Reserviert        |
| 47      | Đắk Lắk           |
| 48      | Đắk Nông          |
| 49      | Lâm Đồng          |
| 50      | Ho-Chi-Minh-Stadt |
| 51      | Ho-Chi-Minh-Stadt |
| 52      | Ho-Chi-Minh-Stadt |
| 53      | Ho-Chi-Minh-Stadt |
| 54      | Ho-Chi-Minh-Stadt |
| 55      | Ho-Chi-Minh-Stadt |
| 56      | Ho-Chi-Minh-Stadt |
| 57      | Ho-Chi-Minh-Stadt |
| 58      | Ho-Chi-Minh-Stadt |
| 59      | Ho-Chi-Minh-Stadt |
| 60      | Đồng Nai          |
| 61      | Bình Dương        |
| 62      | Long An           |
| 63      | Tiền Giang        |
| 64      | Vĩnh Long         |
| 65      | Cần Thơ           |
| 66      | Đồng Tháp         |
| 67      | An Giang          |
| 68      | Kiên Giang        |
| 69      | Cà Mau            |

| Zahl | Provinz / Stadt  |
| ---- | ---------------- |
| 70   | Tây Ninh         |
| 71   | Bến Tre          |
| 72   | Bà Rịa–Vũng Tàu  |
| 73   | Quảng Bình       |
| 74   | Quảng Trị        |
| 75   | Thừa Thiên Huế   |
| 76   | Quảng Ngãi       |
| 77   | Bình Định        |
| 78   | Phú Yên          |
| 79   | Khánh Hòa        |
| 80   | Zentralregierung |
| 81   | Gia Lai          |
| 82   | Kon Tum          |
| 83   | Sóc Trăng        |
| 84   | Trà Vinh         |
| 85   | Ninh Thuận       |
| 86   | Bình Thuận       |
| 87   | Reserviert       |
| 88   | Vĩnh Phúc        |
| 89   | Hưng Yên         |
| 90   | Hà Nam           |
| 91   | Reserviert       |
| 92   | Quảng Nam        |
| 93   | Bình Phước       |
| 94   | Bạc Liêu         |
| 95   | Hậu Giang        |
| 96   | Reserviert       |
| 97   | Bắc Kạn          |
| 98   | Bắc Giang        |
| 99   | Bắc Ninh         |